# Aoniraptor
Aoniraptor — мегараптородний теропод з пізньої крейди Аргентини (формація Вінкуль).

## Опис
Аоніраптор виріс до 6 метрів.

## Відкриття та найменування
Голотип MPCA-Pv 804/1 до 804/25, який складається з останнього крижового хребця, шести проксимальних хвостових хребців, чотирьох середньохвостових хребців і п'яти гемальних дуг, був знайдений Матіасом Моттою з ферми Віоланте, що є частиною формації Вінкуль). Він був відкритий у 2010 році, але офіційно описаний лише у 2016 році.
Аоніраптор вважався синонімом теропода Гуалічо, описаного з тієї ж формації, через подібність їхніх хвостових хребців.
Арансіага Роландо та ін. у 2020 році провів порівняльний аналіз Aoniraptor і Gualicho та виявив багато відмінностей між ними.

## Етимологія
Aoniraptor походить від слова мови Теуельче «Aoni», що означає південь, і латинського слова «raptor», що означає злодій. Видова назва, libertatem, походить від латинського слова «свобода», оскільки воно було відкрите на 200-річчя незалежності Аргентини від Іспанії в 1810 році.